# Maō
Maō (in inglese The Devil) è un dorama giapponese in 11 puntate di TBS mandato in onda nel 2008. Si tratta di un remake della serie coreana dal titolo Ma-wang (마왕) trasmessa nel 2007. Il dramma vede il cantante degli Arashi Satoshi Ohno interpretare la parte del protagonista, affiancato da Tōma Ikuta.

## Trama
Ryo è un giovane avvocato molto ambiguo: in apparenza gentile ed affabile, rappresenta in tribunale le persone con poche possibilità finanziarie (e per cui s'è guadagnato il soprannome di Avvocato-Angelo da parte della stampa); ma dall'altra parte ad insaputa di tutti è anche un diavolo, cerca difatti d'ottener vendetta contro i responsabili della morte del fratellino.
Naoto è invece uno zelante detective entusiasta del suo lavoro, che meticolosamente tenta di mascherare un oscuro passato che non vuole abbandonarlo. Quando un conoscente della famiglia di Naoto viene misteriosamente ucciso, egli viene suo malgrado trascinato all'interno d'una spirale di omicidi, che pian piano gli fanno tornare alla mente oscuri eventi della sua vita.

## Protagonisti
- Satoshi Ōno - Ryo Naruse
- Tōma Ikuta - Naoto Serizawa
- Ryoko Kobayashi - Shiori Sakita
- Kei Tanaka - Hitoshi Kasai
- Shūgo Oshinari - Mitsuru Souda
- Waki Tomohiro - Yosuke Ishimoto
- Misa Uehara - Kaoru Takatsuka
- Mai Shinohara - Eri Nishina
- Yutaka Shimizu - Keita Yamano
- Kisuke Iida - Kanrikan Ishihara
- Toshihide Tonesaku - Takashi Kurata
- Michiko Kichise - Mari Serizawa
- Hitori Gekidan Noriyoshi Serizawa
- Yuji Miyake - Hiromichi Nakanishi
- Koji Ishizaka - Eisaku Serizawa
- Toshi Takeuchi - Hideo Manaka
- Hiroki Kouno - Ryo da bambino
- Haruki Kimura - Naoto da bambino
- Kayano Masuyama - Shiori da bambina
- Yuto Uemura - Hitoshi da bambino
- Haruo Honma - Mitsuru da bambino
- Ryunoshin Nakamura - Yosuke da bambino

### Star ospiti
- Kazunari Ninomiya come Masayoshi Kumada (episodio 1)
- Asaka Mayumi come Yoshimi Manaka (episodi 1, 2, 4)
- Tetsuo Morishita come Takahiro Kumada (episodi 1, 2)
- Kitaro come Kunio Hayashi (episodi 1, 2)
- Kaoru Okunuki come Tae Shintani (episodi 2-4)
- Momoka Oono come Sora Shintani (episodi 2-5, 7)
- Naomasa Musaka come Takahiro Ikehata (episodi 4-7)
- Yuka come Makiko Naruse (episodi 4-7)
- Outa Tanino come il vero Ryo Naruse (episodio 5)
- Kyusaku Shimada come Oosumi Kazuma (episodi 5-7, 9)

## Episodi
| Episodio | Titolo inglese                                                        |
| -------- | --------------------------------------------------------------------- |
| 01       | The vengeful demon who threw away love - the grieving devil           |
| 02       | A treacherous snare... Parent and child torn apart                    |
| 03       | One's true face is exposed, revenge for the sake of love              |
| 04       | Targeted devil, the gates of hell have opened                         |
| 05       | An advance murder notice...!? Receiving a red envelope from the devil |
| 06       | Tell me... who the real perpetrator is!!                              |
| 07       | The false siblings... A kind lie that invites death                   |
| 08       | The end to an impermissible love... For revenge, once more            |
| 09       | I am the real perpetrator. The tragedy of a man who knew too much.    |
| 10       | The crumbling of a household... The last card is death!!              |
| 11       | The final showdown. A bond severed by death!!                         |